# Manşūreh-ye Sādāt
Manşūreh-ye Sādāt (persiska: Manşūreh-ye Soflá, Manūreh- ye Shay, منصوره سادات) är en ort i Iran.   Den ligger i provinsen Khuzestan, i den centrala delen av landet, 600 km söder om huvudstaden Teheran. Manşūreh-ye Sādāt ligger 14 meter över havet och antalet invånare är 551.
Terrängen runt Manşūreh-ye Sādāt är mycket platt. Runt Manşūreh-ye Sādāt är det ganska tätbefolkat, med 62 invånare per kvadratkilometer. Manşūreh-ye Sādāt är det största samhället i trakten. Trakten runt Manşūreh-ye Sādāt är ofruktbar med lite eller ingen växtlighet.